# Valin
Valin, abgekürzt Val oder V, ist in seiner natürlichen L-Form eine essentielle proteinogene α-Aminosäure, die in geringen Mengen in allen wichtigen Proteinen vorkommt. Die Stoffbezeichnung leitet sich ab von lat. validus für kräftig und gesund. Isoliert wurde Valin erstmals 1901 durch Emil Fischer aus dem Casein, einem Milcheiweiß.  Strukturell leitet sich Valin durch Substitution des α-Wasserstoffatoms durch eine Aminogruppe (–NH2) von der Isovaleriansäure ab. 
In der alkoholischen Gärung wird Valin durch Hefeenzyme zu Isobutanol, einem Bestandteil des Fuselöls, vergoren (Aminosäuregärung). Spät geerntete Weintrauben haben einen signifikant höheren Aminosäuregehalt, auch Valingehalt.

## Isomere
Valin besitzt ein Stereozentrum, somit existieren zwei Enantiomere. Wenn in diesem Text und in der wissenschaftlichen Literatur ohne jeden Zusatz „Valin“ erwähnt wird, ist stets das natürlich vorkommende L-Valin [Synonym: (S)-Valin] gemeint. In diesem Artikel betreffen die Angaben zur Physiologie ebenfalls alleine L-Valin. 
| Isomere von Valin |                       |             |
| Name              | L-Valin               | D-Valin     |
| Andere Namen      | (S)-Valin             | (R)-Valin   |
| Strukturformel    | L-Valin               | D-Valin     |
| CAS-Nummer        | 72-18-4               | 640-68-6    |
| CAS-Nummer        | 516-06-3 (unspez.)    |             |
| EG-Nummer         | 200-773-6             | 211-368-9   |
| EG-Nummer         | 208-220-0 (unspez.)   |             |
| ECHA-Infocard     | 100.000.703           | 100.010.336 |
| ECHA-Infocard     | 100.007.474 (unspez.) |             |
| PubChem           | 6287                  | 71563       |
| PubChem           | 1182 (unspez.)        |             |
| DrugBank          | DB00161               | −           |
| DrugBank          | − (unspez.)           |             |
| FL-Nummer         | 17.028                | −           |
| FL-Nummer         | 17.023 (unspez.)      |             |
| Wikidata          | Q483752               | Q27103152   |
| Wikidata          | Q27109943 (unspez.)   |             |

Racemisches Valin [Synonyme: DL-Valin und (RS)-Valin]  besitzt als Zwischenprodukt in der chemischen Industrie eine wirtschaftliche Bedeutung. Enantiomerenreines D-Valin [Synonym: (R)-Valin] wird meist aus DL-Valin hergestellt und besitzt praktische Bedeutung bei der Herstellung von Cyclosporin. Die Racemisierung von L-Aminosäuren kann zur Aminosäuredatierung – einer Altersbestimmung für fossiles Knochenmaterial – herangezogen werden.
L-Isovalin und L-Norvalin sind Konstitutionsisomere.

## Vorkommen
Da der menschliche Organismus Valin nicht herstellen kann, ist er auf die Zufuhr mit der Nahrung angewiesen. Die folgenden Beispiele für den Gehalt an proteinogen gebundenem Valin beziehen sich jeweils auf 100 g des Lebensmittels, zusätzlich ist der prozentuale Anteil am Gesamtprotein angegeben.
| Lebensmittel            | Gesamtprotein | Valin    | Anteil |
| ----------------------- | ------------- | -------- | ------ |
| Rindfleisch, roh        | 21,26 g       | 1055 mg  | 5,0 %  |
| Hähnchenbrustfilet, roh | 23,09 g       | 1145 mg  | 5,0 %  |
| Lachs, roh              | 20,42 g       | 1107 mg  | 5,4 %  |
| Hühnerei                | 12,58 g       | 0 859 mg | 6,8 %  |
| Kuhmilch, 3,7 % Fett    | 0 3,28 g      | 0 220 mg | 6,7 %  |
| Walnüsse                | 15,23 g       | 0 753 mg | 4,9 %  |
| Weizen-Vollkornmehl     | 13,70 g       | 0 618 mg | 4,5 %  |
| Mais-Vollkornmehl       | 0 6,93 g      | 0 351 mg | 5,1 %  |
| Reis, ungeschält        | 0 7,94 g      | 0 466 mg | 5,9 %  |
| Erbsen, getrocknet      | 24,55 g       | 1159 mg  | 4,7 %  |
| Spirulina, getrocknet   | 60 g          | 2387 mg  | 4 %    |
| Chlorella, getrocknet   | 59 g          | 3800 mg  | 6,4 %  |

Alle diese Nahrungsmittel enthalten praktisch ausschließlich chemisch gebundenes L-Valin als Proteinbestandteil, jedoch kein freies L-Valin. 
Die Einschätzungen des Tagesbedarfs für gesunde Erwachsene reichen, je nach verwendeter Methode, von 10 bis 29 mg Valin pro Kilogramm Körpergewicht.

## Biochemische Bedeutung
Valin wird als Baustein zur Proteinbiosynthese benötigt, ist aber bei proteinreicher Kost oder im Falle der Mobilisierung körpereigener Proteinreserven auch zur Energiegewinnung nutzbar. Beispielsweise dient Valin, wie die beiden anderen Aminosäuren mit verzweigter Kohlenstoffkette Leucin und Isoleucin, der Ernährung des Muskels. Das spielt eine Rolle bei längerer Anstrengung oder in Hungerphasen, wenn der Körper auf eigene Reserven zurückgreifen muss. Der Abbau von Valin liefert Propionyl-CoA, das nach Umsetzung zu Succinyl-CoA zur Auffüllung des Citratzyklus beiträgt.

## Stoffwechselerkrankungen
Der Abbau von Valin ist unter anderem bei folgenden Stoffwechselkrankheiten gestört:
- Ahornsirupkrankheit
- Kombinierte Malon- und Methylmalonazidurie (CMAMMA)
- Methylmalonazidämie
- Propionazidämie

## Darstellung und Gewinnung
Die Darstellung von Valin kann durch die Strecker-Synthese erfolgen. Ausgangsprodukt ist Isobutanal (Iso-Butyraldehyd):
Bei der Strecker-Synthese entsteht DL-Valin. Zur Racematspaltung wird DL-Valin am Stickstoffatom acetyliert. Das so gebildete DL-N-Acetylvalin wird einer enzymatischen Racematspaltung unterworfen. Das Enzym L-Acetylase hydrolysiert dabei enantioselektiv die Amidbindung im L-N-Acetylvalin zu Essigsäure und L-Valin, während D-N-Acetylvalin unverändert bleibt. 
L-Valin kann auch durch Fermentation, einem Verfahren der Biotechnologie, direkt erhalten werden. Die Ausgangsstoffe sind abhängig von den verwendeten Bakterienkulturen. So benötigt Bacillus lactofermentum Glucose, B. flavum Essigsäure und Corneybacterium acetoacephilum Ethanol als Quelle für den Gerüstkohlenstoff. Um die Ausbeute zu erhöhen und die Bildung unerwünschter Produkte zu unterbinden, handelt es sich meist um speziell gezüchtete (genetisch modifizierte oder selektierte) Kulturen.

## Eigenschaften
Valin verfügt über eine lipophile Seitenkette. Der Oktanol-Wasser-Verteilungskoeffizient beträgt −2,26 (log KOW). Der isoelektrische Punkt liegt bei 5,96, das Van-der-Waals-Volumen bei 105. Valin liegt überwiegend als „inneres Salz“ bzw. Zwitterion vor, dessen Bildung dadurch zu erklären ist, dass das Proton der Carboxygruppe an das einsame Elektronenpaar des Stickstoffatoms der Aminogruppe wandert.

Zwitterionen von L-Valin (links) bzw. D-Valin (rechts)

Im elektrischen Feld wandert das Zwitterion nicht, da es als Ganzes ungeladen ist. Genaugenommen ist dies am isoelektrischen Punkt (bei einem bestimmten pH-Wert) der Fall, bei dem das Valin auch seine geringste Löslichkeit in Wasser hat.

## Verwendung
Valin kann als Precursor (fertiger Baustein eines Produktmoleküles) die Ausbeute von Penicillin-bildenden Kulturen steigern.
Es ist Bestandteil von Energiedrinks und Infusionslösungen zur parenteralen Ernährung.
Als Edukt für die gezielte Herstellung von enantiomerenreinen Stoffen besitzt (S)-Valin eine praktische Bedeutung in der Chemie.